# Sarow
Sarow ist eine Gemeinde im Amt Demmin-Land im Norden des Landkreises Mecklenburgische Seenplatte in Mecklenburg-Vorpommern. Es gehört historisch zu Vorpommern.

## Geografie und Verkehr
Sarow liegt ca. 14 Kilometer südöstlich von Demmin und 23 Kilometer nordöstlich von Stavenhagen. Die Bundesstraße 194 verläuft westlich der Gemeinde. Durch den Nordwesten des Gemeindegebietes fließt der Augraben.

## Ortsteile
- Sarow
- Ganschendorf
- Gehmkow
- Törpin

## Geschichte
Sarow
Vom 5. März 1266 ist die älteste Erwähnung des Ortes Sarowe erhalten. In einem Schreiben bestätigte der Herzog Barnim I. von Pommern dem Kloster Dargun, alle von seinen Vorfahren und ihm selbst übertragenen Besitzungen und Rechte „In Villa Sarowe Duo mansi“ (im Dorf Sarowe zwei Hufen). Im Jahr 1331 wurde das Schloss Sarow in einem päpstlichen Lehnbrief an die pommerschen Herzöge erwähnt. Seit dem Jahr 1356 war die Familie Voß in Sarow nachweisbar. Das Gut Ganschendorf war bis 1485 Pertinenz (Nebenbesitz) zu Sarow. Im Jahr 1516 kamen alle verpfändeten Güter von Achim Voß an Joachim von Maltzahn. Im Jahr 1527 versuchte Jakob Voß, seine verpfändeten Güter von den Maltzahns zurückzukaufen. Diese sollen ihm sein Geld bei Trunk und Kartenspiel abgenommen haben. Voß legte aus Rache Feuer in Sarow, Ganschendorf und Carin; er wurde dafür verurteilt und hingerichtet.
Im Dreißigjährigen Krieg wurden Sarow völlig verwüstet und die Kirche zerstört. In dieser Zeit hielt sich Feldherr Wallenstein kurz mit seinen Truppen in der Sarower Burg auf. Nach einer Unterbrechung von 1679 bis 1737 im Besitz von Moritz von Walsleben, gehörten die Güter wieder denen von Maltzahn.
Im Jahre 1849 wurde das Gut Sarow an Friedrich von Meyenn verkauft, dann gehörte es den Grafen von Heyden-Linden zu Kartlow. Zuletzt wurde es durch den Pächter Böbs bewirtschaftet. Letzter Besitzer des 1000 ha großen Gutes war bis 1945 Harald von Heyden-Linden.
Bis 2004 gehörte Sarow zum Amt Borrentin, seit 2011 zum neuen Landkreis Mecklenburgische Seenplatte.
Törpin
Törpin liegt östlich des Augrabens an der Landstraße 27 zwischen Altentreptow und Demmin. Am Ortsrand befindet sich ein kleiner See (Törpiner See). Ursprünglich war es eine Slavensiedlung der Tollenser, eines Stammes der Wilzen, aus dem 10. Jahrhundert. Der Ortsname stammt aus jener Zeit und deutet auf den Lokator hin, (Törpin = Ort des „Trpa“). Der Ort Törpin – genauer gesagt die Törpiner Kirche – wurde im Jahr 1404 erstmals urkundlich erwähnt. In der Mitte des 19. Jahrhunderts entwickelte sich Törpin zu einem wohlhabenden Ort mit Bauern, Handwerkern, Händlern und Gewerbetreibenden. Zu dieser Zeit hatte das Dort mehr als 700 Einwohner. Es gab eine Schule, eine Schmiede sowie Carl Reichheims Gasthof mit Pferdeausspannung, Fremdenzimmer sowie kleinem Verkaufsladen. 1958 wurde die Landwirtschaftliche Produktionsgenossenschaft (LPG) gegründet. Es folgte von 1973 bis 1975 die Bildung von Kooperativen der Pflanzen- und Tierproduktion durch Zusammenschluss mehrerer Genossenschaften. Die Törpiner Molkerei arbeitete bis 1976 und nachfolgend befand sich hier bis 1991 eine Käserei als Nebenbetrieb von Altentreptow. Nach der Wende gründete Helmut Georg Pratzel das „Törpiner Forum e. V.“. Der Verein organisiert vielfältige innovative Projekte im Ort.
Die Törpiner Kirche liegt auf einem Hügel mit nicht mehr genutztem Kirchhof. Die alte Kirche mit Turm – 1404 erstmals erwähnt – wurde 1660 ohne Turm wieder aufgebaut und 1967 gründlich renoviert. Ein hölzerner Glockenstuhl steht vor der Kirche. In der Kirche befindet sich eine 1663 erbaute Grüneberg-Orgel.
Im Dezember 2013 wurde in der ARD-Doku-Reihe „Exklusiv im Ersten“ der Film „Törpin darf nicht sterben“ gezeigt. Ein NDR-Filmteam um Anne Kathrin Thüringer hatte ihn 2013 gedreht. In dem Ort leben heute ca. 240 vorwiegend ältere Bewohner.
Gehmkow
Gehmkow wurde als Stolzow vermutlich im 10.–11. Jahrhundert besiedelt. Erstmals urkundlich erwähnt wurden der Ort und die Kirche im Jahr 1325. Im 16. Jahrhundert war die auch als Ratsherren und Bürgermeister in Altentreptow nachweisbare Familie Drake Besitzer, die dort einen Rittersitz hatten. Als diese 1579 mit Tönies Drake ausstarb, fiel der Besitz an den Herzog von Pommern-Wolgast und wurde auf die Ämter Verchen/Lindenberg und Treptow/Klempenow aufgeteilt. Gehmkow gehörte zum Amt Verchen/Lindenberg. Im 17. Jahrhundert wurde es an Georg Platen verpfändet, im Zuge der Güterreduktion der 1690er Jahre wieder zum Amt Lindenberg gelegt, wozu es noch Ende des 18. Jahrhunderts gehörte.
Im 19. Jahrhundert wurde das Vorwerk bei Auflösung des Amtes Lindenberg verkauft und zum Rittergut. 1865 war es im Besitz der Familie von Pressentin. Später kamen die Heyden aus verschiedenen Familienzweigen z. B. Heyden-Linden, die bis 1945 dort blieben. Letzter Besitzer war Bogislaw von Heyden-Linden (1872–1946). Kirchenorganisatorisch gehört der Ort zur Kirchgemeinde Hohenbollentin.

## Wappen, Flagge, Dienstsiegel
Die Gemeinde verfügt über kein amtlich genehmigtes Hoheitszeichen, weder Wappen noch Flagge. Als Dienstsiegel wird das kleine Landessiegel mit dem Wappenbild des Landesteils Vorpommern geführt. Es zeigt einen aufgerichteten Greifen mit aufgeworfenem Schweif und der Umschrift „GEMEINDE SAROW * LANDKREIS MECKLENBURGISCHE SEENPLATTE“.

## Sehenswürdigkeiten
- Kirche Ganschendorf, neugotischer Backsteinbau
- Burgwall Ganschendorf einer mittelslawischen Höhenburg

Sehenswürdigkeiten
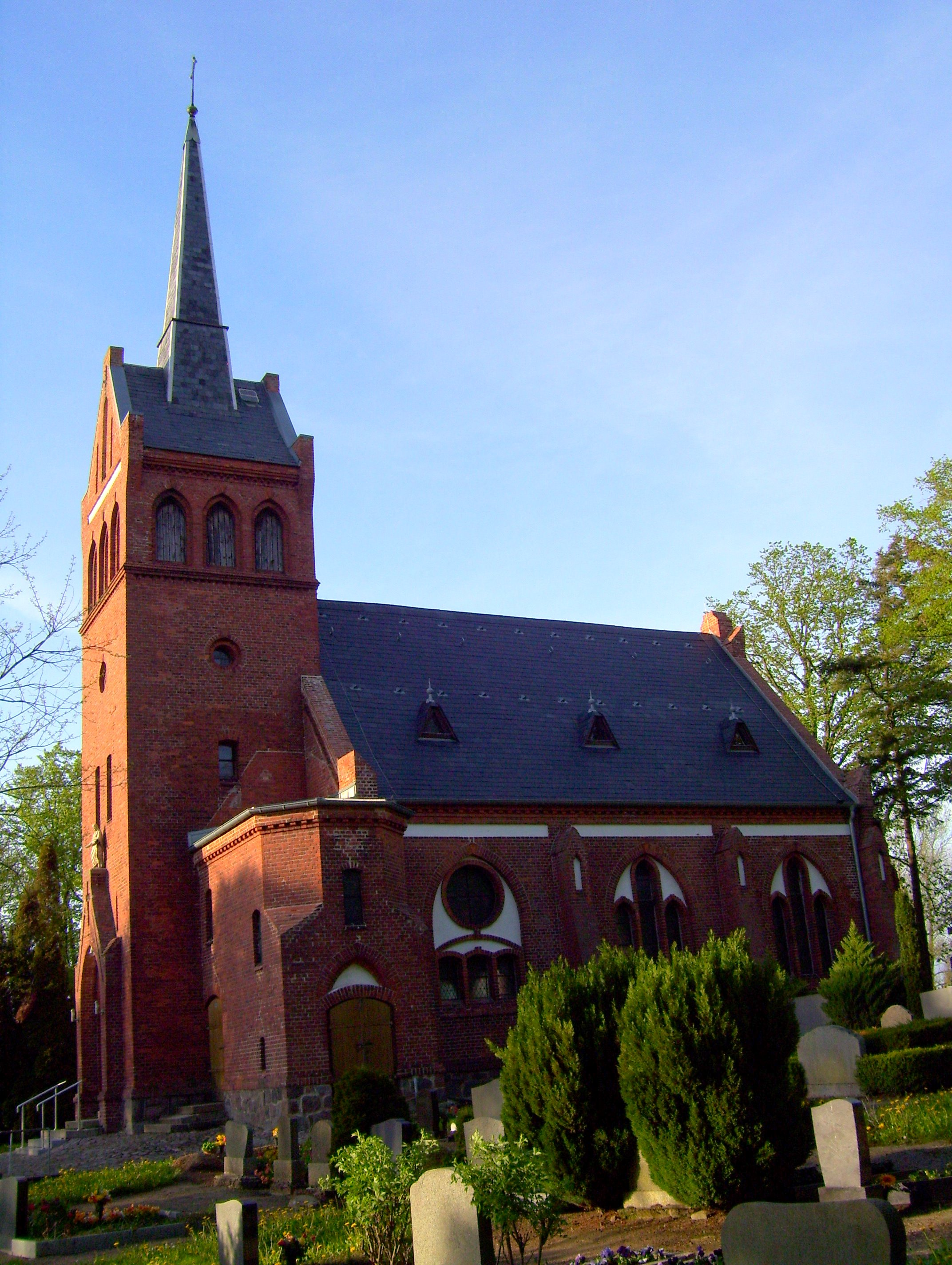
Kirche in Ganschendorf
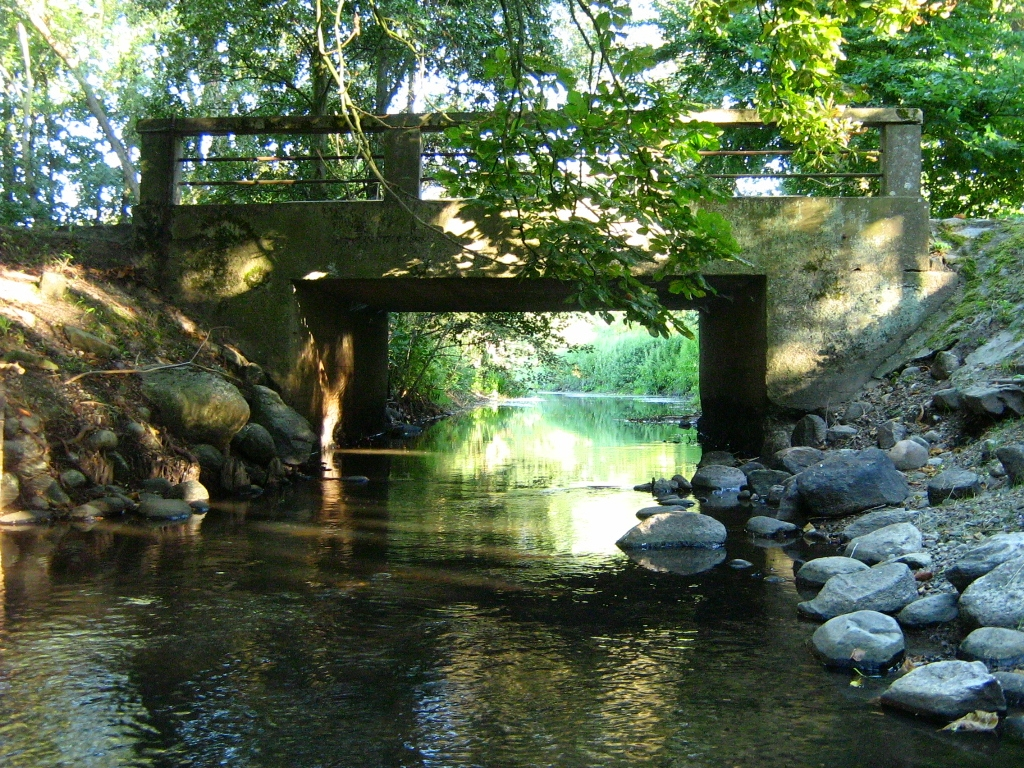
Augraben bei Gehmkow
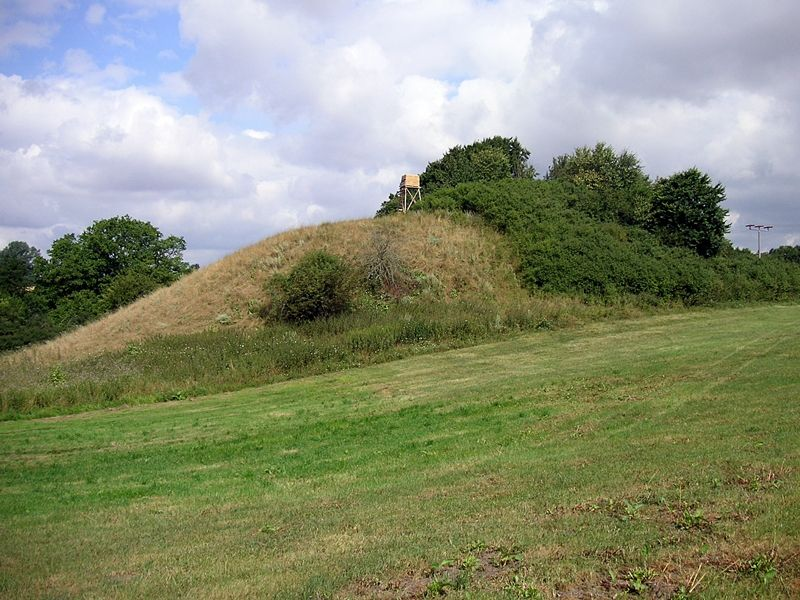
Burgwall Ganschendorf
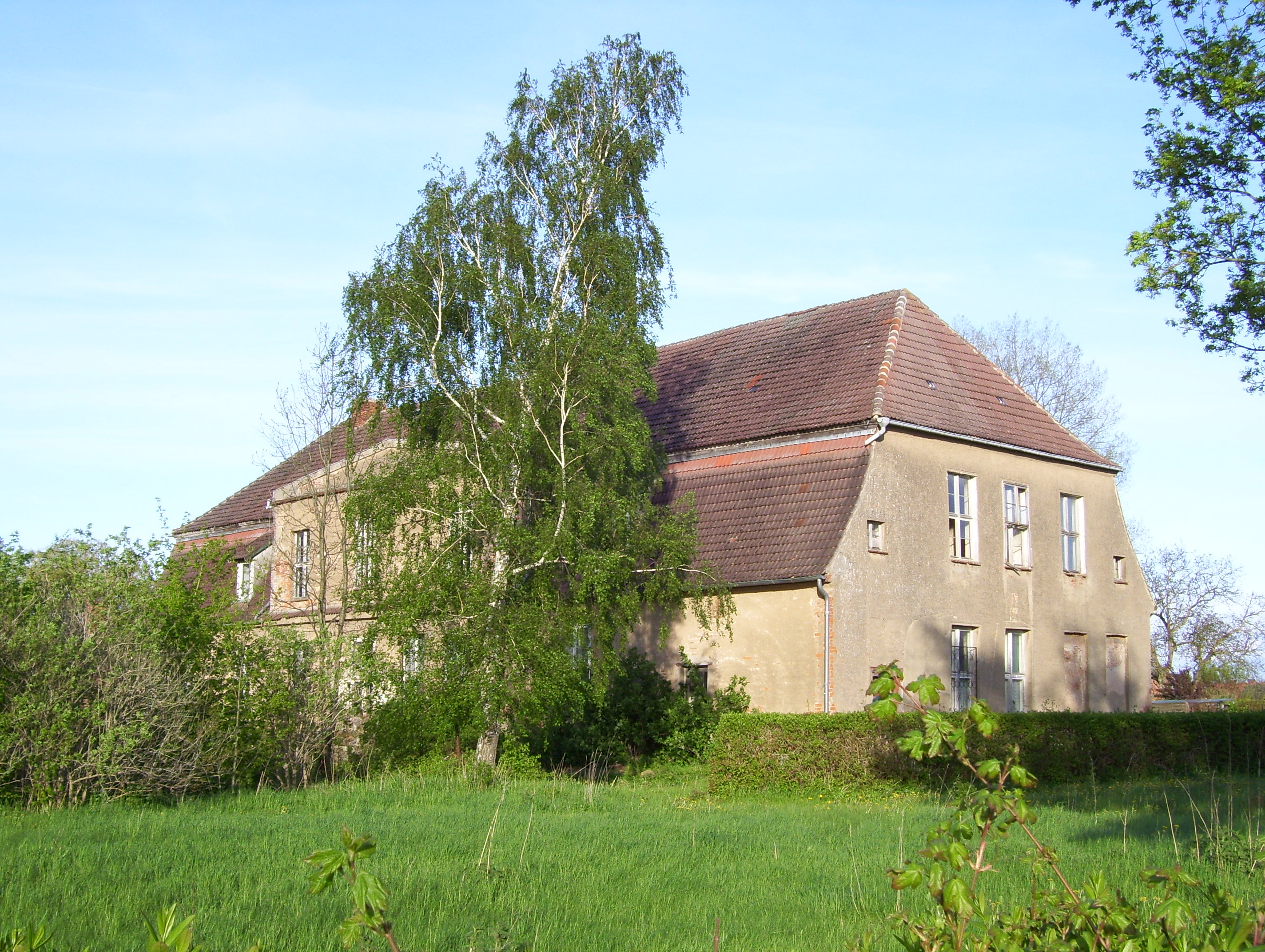
Gutshaus Ganschendorf

## Söhne und Töchter (Auswahl)
- Dietrich von Heyden-Linden (1898–1986), Physiker und Fotograf